# Liste der Monuments historiques in Gressy (Seine-et-Marne)
Die Liste der Monuments historiques in Gressy (Seine-et-Marne) führt die Monuments historiques in der französischen Gemeinde Gressy auf.

## Liste der Objekte
| Bezeichnung              | Beschreibung           | Standort                      | Kennzeichnung | Schutzstatus | Datum | Bild |
| ------------------------ | ---------------------- | ----------------------------- | ------------- | ------------ | ----- | ---- |
| Grabplatte für eine Frau | Stein, 13. Jahrhundert | in der Kirche St-Denis (Lage) | PM77000764    | Classé       | 1972  |      |
| Glocke                   | Bronze, 1708 gegossen  | in der Kirche St-Denis (Lage) | PM77000763    | Classé       | 1942  |      |